# Andy Bausch

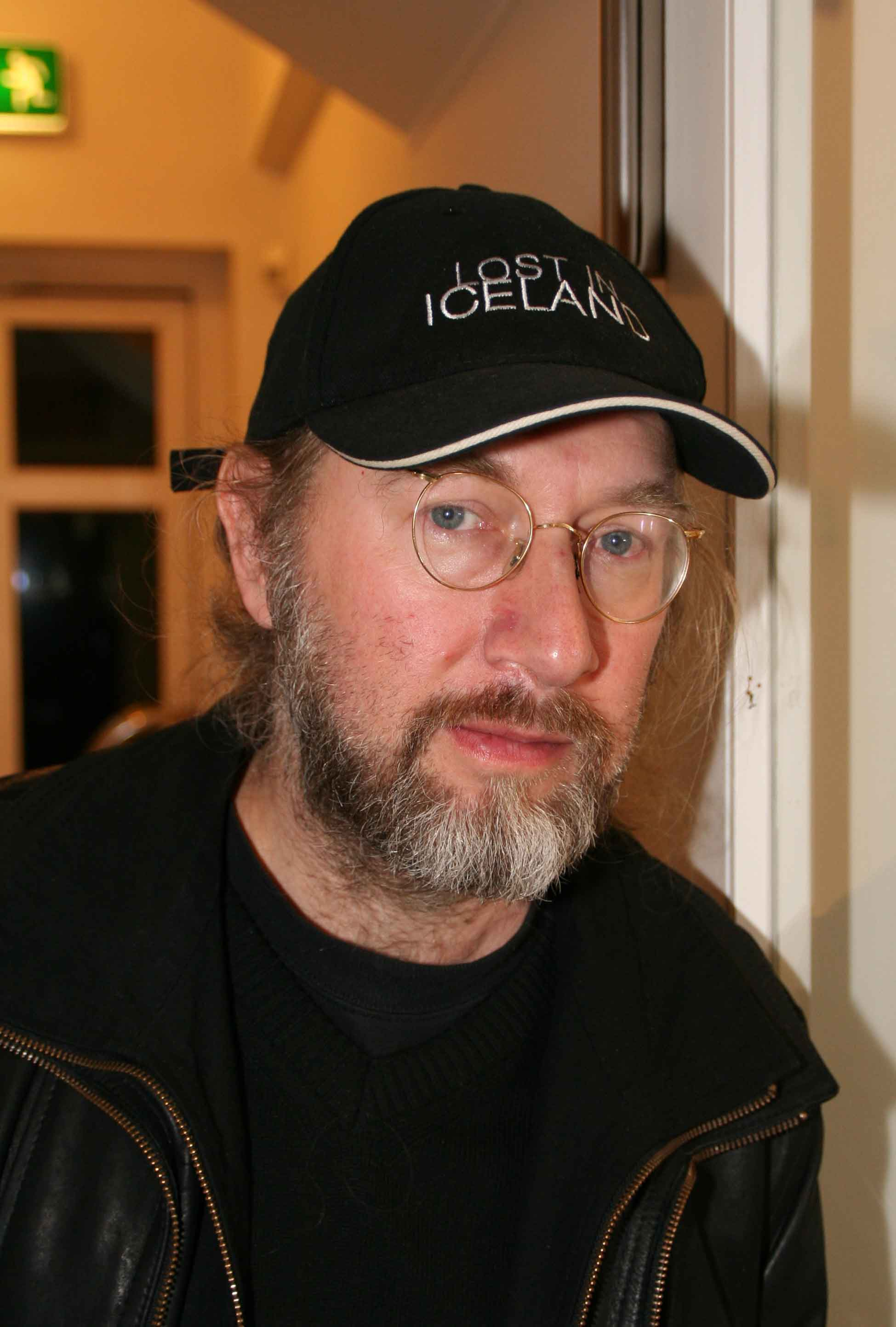
Andy Bausch

Andy Bausch (* 12. April 1959 in Düdelingen) ist ein luxemburgischer Drehbuchautor und  Filmregisseur.
Er ist der erste Regisseur aus Luxemburg, der den Sprung ins internationale Filmgeschäft gewagt hat. Mit dem Film Le Club des Chômeurs hat er den erfolgreichsten Film der kurzen luxemburgischen Filmgeschichte gedreht.

## Privatleben
Andy Bausch hat insgesamt vier Kinder. Seine Frau Rike heiratete ihn 1998 in Santa Fe. Er lebte zeitweise in Hamburg und auch in Lübeck. Sein Markenzeichen sind sein Cap und seine Cowboystiefel.

## Filmografie (Auswahl)

### Spielfilme
- 1981: When the Music’s Over
- 1986: Gwyncilla, Legend of Dark Ages
- 1988: Troublemaker
- 1989: A Wopbopaloobop A Lopbamboom
- 1993: Three Shake-a-leg Steps to Heaven
- 1997: Back in Trouble
- 2001: Le Club des Chômeurs
- 2004: La Revanche
- 2006: Deepfrozen
- 2010: Trouble No More
- 2017: Alte Jungs (Rusty Boys)
- 2023: Little Duke

### Kurzfilme
- 1978: Rubbish
- 1979: Vicious Circle
- 1979: Vu Kanner fir Kanner
- 1980: Abgrenzungen
- 1980: Hoffnung
- 1982: Stefan
- 1982: Lupowitz
- 1983: Die letzte Nacht
- 1983: Cocaine Cowboy
- 1984: One-Reel Picture Show
- 1984: Van Drosselstein
- 1984: … der Däiwel
- 1996: Letters Unsent
- 2004: Segment The Language School im Kompilationsfilm Europäische Visionen

### Fernseharbeit

#### Fernsehfilme
- 1991: Ex und hopp – Ein böses Spiel um Liebe, Geld und Bier
- 1992: Mit tödlicher Sicherheit
- 1992: Struppi und Wolf
- 1994: Fünf Millionen und ein paar Zerquetschte
- 1994: Immer wenn sie Krimis liest

#### Fernsehserien
- 1993: Folge Tanz auf dem Seil aus der Serie Die Männer vom K3
- 1994: Folge  Keine Chance zu gewinnen aus der Serie Die Männer vom K3
- 1995: Folge Brisante Geschäfte (Teil 1) aus der Serie Doppelter Einsatz
- 1995: Folge Brisante Geschäfte (Teil 2) aus der Serie Doppelter Einsatz
- 1995: Folge Faustpfand aus der Serie Doppelter Einsatz
- 1995: Folge Kais kleiner Bruder aus der Serie Doppelter Einsatz
- 1995: Folge Privatpatienten aus der Serie Doppelter Einsatz
- 1999: Folge Verkaufte Unschuld aus der Serie Balko
- 1999: Folge Dinojagd aus der Serie Balko
- 1999: Folge Der Mönch mit der Todeskralle aus der Serie Balko
- 2000: Folge Verschwundene Kinder aus der Serie HeliCops – Einsatz über Berlin
- 2001: Folge Abschied aus der Serie Zwei Brüder

### Dokumentarfilme
- 1993: Thés dansants
- 1998: Rockin’ Warriors
- 2000: Electric Theater
- 2000: The very last cha cha cha
- 2003: L’homme au cigare
- 2004: Monsieur Warum
- 2005: 50 Joer Tëlee Lëtzebuerg
- 2006: Leslie Kent, a Tale of Sex, Booze and the Blues
- 2007: Entrée d'artistes
- 2008: inthierryview
- 2010: Schockela, Knätschgummi a brong Puppelcher
- 2012: D’Belle Époque
- 2013: D'Fifties
- 2015: Faustino
- 2016: Streik!
- 2019: Lost in the 80s

## Auszeichnungen
- 1989: "Bester neuer Regisseur" für A Wopbobaloobop a Lopbamboom, Festival Internacional de Cine de San Sebastián
- 1991: "Bester neuer Regisseur" für Ex und hopp – Ein böses Spiel um Liebe, Geld und Bier, Telestar
- 1999: Kulturpreis von der Stad Düdelingen
- 2003: Luxembourg Film Award für L'homme au cigare als "Bester Luxemburgischer Spielfilm"
- 2009: Luxembourg Film Award für Entrée d'artistes als "Bester Luxemburgischer Dokumentarfilm"